# Ferrovia Chivasso-Alessandria
La ferrovia Chivasso-Alessandria è una linea ferroviaria di interesse regionale nata storicamente dall'unione della ferrovia Chivasso-Casale Monferrato, inaugurata nel 1887, e di un tratto della ferrovia Vercelli-Casale-Valenza inaugurato nel 1857.
La linea si completa con la breve tratta da Valenza ad Alessandria, comune alla linea Novara-Alessandria inaugurata nel 1854 e costituisce un intinerario alternativo rispetto alla ferrovia Torino-Alessandria inaugurato nel 1986.

## Storia
La costruzione della Chivasso-Casale Monferrato fu annoverata tra le linee di terza categoria previste dalla Legge 5002/1879 detta anche "legge Baccarini" dal nome del Ministro dei Lavori Pubblici che la propose.
In fase progettuale, si optò per utilizzare in parte due linee già esistenti, come la Torino-Milano e la Vercelli-Valenza, limitando il tronco da costruire fra Castelrosso e Casale Popolo.
Il tronco Castelrosso-Casale Popolo fu aperto all'esercizio il 30 aprile 1887.
Precedentemente, dopo che nel marzo 1853 era stato costituita la Società per la Strada Ferrata da Vercelli a Valenza, con regio decreto 11 maggio 1854, n. 1711, il Regno di Sardegna riconobbe ad una società anonima, istituitasi appositamente, la concessione per la costruzione e l'esercizio di una linea ferroviaria che unisse la città di Vercelli a Valenza, passando nei pressi di Casale.
Nel 1855 furono avviate le gare per la costruzione dei primi due lotti dell'opera, da completarsi con un terzo appalto relativo al ponte a quattro travate metalliche sul fiume Po, in attesa del quale la linea fu provvisoriamente aperta il 22 marzo 1857.
Il 18 luglio 1858, con il completamento dell'opera, all'esercente subentro la Società Vittorio Emanuele che a sua volta venne sostituita, in seguito alla legge di riordino del settore prolungata il 14 maggio 1865, dalla Società delle Strade Ferrate dell'Alta Italia (SFAI). Nuovi passaggi di consegne si ebbero nel 1885, in seguito alla legge del 27 aprile 1885 (cosiddette "convenzioni Baccarini") con il subentro della Società per le Strade Ferrate del Mediterraneo, i cui servizi eserciti dalla Rete Mediterranea e nel 1905 quello delle neocostituite Ferrovie dello Stato.
Lontana dal fronte della prima guerra mondiale e poco interessata anche dalle vicende della seconda, non costituendo le località servite obiettivi strategici primari, la linea risentì di tali eventi solo per le conseguenti fluttuazioni della domanda di trasporto, iniziando nel secondo dopoguerra un periodo di costante calo dei proventi da traffico dovuto all'avvento della motorizzazione privata e a un orientamento comune non più favorevole al trasporto su ferro.
Nel quadro del più ampio progetto di costruzione di un itinerario alternativo fra Torino e Alessandria, sulla ex ferrovia Chivasso-Casale-Valenza, dal giugno 1986, allorché venne attivato l'esercizio in trazione elettrica sulla Casale-Valenza.
Nel 2001 la gestione della linea fu trasferita alla neocostituita Rete Ferroviaria Italiana.

## Caratteristiche
| Continuation backward |

|  | Unknown route-map component "ABZg+l" | Unknown route-map component "CONTfq" |

| Station on track |

| Unknown route-map component "CONTgq" | Unknown route-map component "ABZgr" |  |

| Stop on track |

|  | Unknown route-map component "ABZgl" | Unknown route-map component "CONTfq" |

| Small bridge over water |

| Station on track |

| Station on track |

| Unknown route-map component "hKRZWae" |

| Station on track |

| Unknown route-map component "eHST" |

| Station on track |

| Unknown route-map component "HSTeBHF" |

|  |  | Station on track | Unknown route-map component "uexKBHFaq" | Unknown route-map component "uexCONTfq" |

| Station on track |

| Unknown route-map component "HSTeBHF" |

|  | Unknown route-map component "ABZg+l" | Unknown route-map component "CONTfq" |

| Non-passenger station/depot on track |

|  | Unknown route-map component "ABZg+l" | Unknown route-map component "CONTfq" |

| Small bridge over water |

| Station on track |

| Unknown route-map component "CONTgq" | Unknown route-map component "ABZgr" |  |

| Unknown route-map component "SKRZ-Au" |

| Station on track |

| Station on track |

| Unknown route-map component "eHST" |

| Unknown route-map component "eHST" |

|  | Unknown route-map component "ABZg+l" | Unknown route-map component "CONTfq" |

| 0+000  |
| 14+000 |

| Station on track |

| Unknown route-map component "tSTRa" |

| Unknown route-map component "tSTRe" |

| Stop on track |

| Unknown route-map component "SKRZ-Au" |

| Unknown route-map component "CONTgq" | Unknown route-map component "ABZg+r" |  |

| 0+000  |
| 88+522 |

| Unknown route-map component "hKRZWae" |

| Unknown route-map component "CONTgq" | Unknown route-map component "ABZgr" |  |

| Station on track |

| Unknown route-map component "CONTgq" | Unknown route-map component "ABZglr" | Unknown route-map component "CONTfq" |

| Continuation forward |

La linea è una ferrovia a binario unico, eccezion fatta per le tratte Chivasso-Castelrosso e Valenza-Alessandria (comuni ad altre linee invece a doppio binario), elettrificata alla tensione continua di 3000 V.
L'esercizio è regolato dal Dirigente Centrale Operativo di Torino.
Dalla fine degli anni novanta la fermata di San Silvestro risulta priva di traffico, mentre dal 14 dicembre 2003 la stazione di Casale Popolo è chiusa al servizio viaggiatori, rimanendo attiva come posto di movimento per incroci e precedenze.
Durante il 2022 nel tratto Valenza - Valmadonna sono in corso lavori per ammodernare la linea in previsione dell’apertura del Terzo Valico.
Questo comporta alcuni disagi sulla linea, pertanto alcuni convogli terminano la loro corsa nella stazione di Valenza.